# コスモス (バンド)
コスモス (Cosmos) は、ラトビアで結成された6人組のアカペラ・ボーカル・グループ。メンバーは Jānis Šipkēvics (カウンターテナー)、Andris Sējāns (カウンターテナー), Juris Lisenko (テナー)、Jānis Ozols (バリトン)、Jānis Strazdiņš (ベース)、Reinis Sējāns (リズム)。2002年に結成された。結成から数年で国際的な人気を得た。
コスモスはユーロビジョン・ソング・コンテスト2006にもラトビア代表として出場した。

## ディスコグラフィー
- Cosmos (2003, Upe)
- Pa un par (2005, Upe)
- Тетради любви (2005, Upe)
- Ticu un viss (2005, Upe)
- I Hear Your Heart (2006, シングル)